# Julie Halard
Julie Halard, née le 10 septembre 1970 à Versailles, est une joueuse de tennis française, l'une des meilleures de son pays dans les années 1990. Elle est aussi connue sous son nom de femme mariée, Julie Halard-Decugis, à partir de 1995.
Numéro 7 mondiale en simple en 2000 sur le circuit WTA, elle a également été numéro un mondiale en double dames et championne du monde la même année. Elle a été la première Française à occuper la première place d'un classement mondial, simple et double confondus. Elle est restée 14 semaines à ce classement.
Elle a remporté douze tournois en simple et quinze en double dames, dont l'US Open en 2000.

## Carrière tennistique
Pratiquant un tennis puissant et précis, Julie Halard atteint la finale junior de Wimbledon en 1987 et remporte Roland-Garros en 1988 (en simple filles).
Passée professionnelle en 1986, elle gagne son premier tournoi à Porto Rico cinq ans plus tard et s'installe dès lors durablement parmi les trente meilleures joueuses du monde. Elle joue la Coupe Hopman en 1992 avec Henri Leconte puis en 1994 avec Jean-Philippe Fleurian où ils atteignent la demi-finale.
En 1994, ses bons résultats sont récompensés par une qualification pour le Masters de novembre, où elle élimine Arantxa Sánchez Vicario (alors 2e mondiale) au 1er tour.
En février 1996, elle s'impose à l'Open Gaz de France contre la favorite Iva Majoli en finale. Blessée au poignet à l'occasion d'une rencontre de Fed Cup contre l'Espagne en juillet, elle ne joue plus qu'un match (en octobre) mais finit la saison au 15e rang mondial – et meilleure Française de l'année.
Toujours handicapée, elle ne s'aligne que dans deux compétitions internationales en 1997.
À son retour en janvier 1998, elle retrouve vite son meilleur niveau et s'impose en juin sur le gazon de Rosmalen : elle devient alors la 20e joueuse de l'ère Open à gagner au moins un titre en simple sur toutes les surfaces. Au bénéfice de son succès à Pattaya en novembre, elle est la cinquième Tricolore à intégrer le top 10 (après Françoise Dürr, Mary Pierce, Nathalie Tauziat et Sandrine Testud).
En 1999, elle gagne deux tournois en simple, perd trois finales et se qualifie à nouveau pour le Masters.
2000 est à la fois la dernière et la meilleure saison de sa carrière. Elle atteint d'abord les quarts de finale à l'Open d'Australie pour la première fois depuis 1993. En février, elle atteint son plus haut classement (7e) et remporte deux nouveaux titres en simple, à Eastbourne et Tokyo. Mais c'est en double dames qu'elle réalise ses performances les plus remarquables : brièvement numéro un mondiale de la spécialité, le 11 septembre, elle s'adjuge dix épreuves parmi les plus prestigieuses du calendrier, dont l'US Open avec Ai Sugiyama le jour de ses trente ans. Les deux joueuses parviennent aussi en finale du tournoi de Wimbledon cette année-là, seulement battues par Serena et Venus Williams. Favorites du Masters en fin de saison en l'absence des sœurs Williams, elles échouent face aux Belges Els Callens et Dominique Monami en quart de finale ; également qualifiée pour le Masters en simple, elle est éliminée par la numéro mondiale Martina Hingis au premier tour en deux manches.
Avec douze titres en simple et quinze en double, Julie Halard s'est constituée l'un des plus riches palmarès du tennis français depuis 1968. Elle a aussi battu beaucoup des meilleures joueuses de son époque, notamment Steffi Graf, Lindsay Davenport, Arantxa Sánchez Vicario ou Jennifer Capriati.
Depuis le 22 septembre 1995, elle est mariée à son entraîneur Arnaud Decugis, petit-neveu de Max Decugis (champion de tennis du début du XXe siècle).

## Palmarès

### Titres en simple dames
| No | Date       | Nom et lieu du tournoi                 | Catégorie | Dotation  | Surface         | Finaliste          | Score         |          |
| -- | ---------- | -------------------------------------- | --------- | --------- | --------------- | ------------------ | ------------- | -------- |
| 1  | 21/10/1991 | Puerto Rico Open, San Juan             | Tier IV   | 150 000 $ | Dur (ext.)      | Amanda Coetzer     | 7-5, 7-5      | Parcours |
| 2  | 27/04/1992 | Ilva Trophy, Tarente                   | Tier V    | 100 000 $ | Terre (ext.)    | Emanuela Zardo     | 6-0, 7-5      | Parcours |
| 3  | 25/04/1994 | Ilva Trophy, Tarente                   | Tier IV   | 100 000 $ | Terre (ext.)    | Irina Spîrlea      | 6-2, 6-3      | Parcours |
| 4  | 08/05/1995 | Prague Open, Prague                    | Tier IV   | 107 500 $ | Terre (ext.)    | Ludmila Richterová | 6-4, 6-4      | Parcours |
| 5  | 08/01/1996 | Schweppes Tasmanian Int’l Open, Hobart | Tier IV   | 107 500 $ | Dur (ext.)      | Mana Endo          | 6-1, 6-2      | Parcours |
| 6  | 12/02/1996 | Open Gaz de France, Paris              | Tier II   | 450 000 $ | Moquette (int.) | Iva Majoli         | 7-5, 7-6      | Parcours |
| 7  | 15/06/1998 | Heineken Trophy, Rosmalen              | Tier III  | 164 250 $ | Gazon (ext.)    | Miriam Oremans     | 6-3, 6-4      | Parcours |
| 8  | 16/11/1998 | Volvo Women’s Open, Pattaya            | Tier IV   | 107 500 $ | Dur (ext.)      | Li Fang            | 6-1, 6-2      | Parcours |
| 9  | 04/01/1999 | ASB Bank Classic, Auckland             | Tier IVb  | 112 500 $ | Dur (ext.)      | Dominique Monami   | 6-4, 6-1      | Parcours |
| 10 | 07/06/1999 | DFS Classic, Birmingham                | Tier III  | 180 000 $ | Gazon (ext.)    | Nathalie Tauziat   | 6-2, 3-6, 6-4 | Parcours |
| 11 | 19/06/2000 | Direct Line Championships, Eastbourne  | Tier II   | 535 000 $ | Gazon (ext.)    | Dominique Monami   | 7-64, 6-4     | Parcours |
| 12 | 09/10/2000 | Japan Open, Tokyo                      | Tier III  | 170 000 $ | Dur (ext.)      | Amy Frazier        | 5-7, 7-5, 6-4 | Parcours |

### Finales en simple dames
| No | Date       | Nom et lieu du tournoi                     | Catégorie | Dotation    | Surface         | Vainqueure          | Score    |          |
| -- | ---------- | ------------------------------------------ | --------- | ----------- | --------------- | ------------------- | -------- | -------- |
| 1  | 05/10/1987 | Athens Trophy, Athènes                     |           | 75 000 $    | Terre (ext.)    | Katerina Maleeva    | 6-1, 6-0 | Parcours |
| 2  | 05/08/1991 | Virginia Slims of Albuquerque, Albuquerque | Tier IV   | 150 000 $   | Dur (ext.)      | Gigi Fernández      | 6-0, 6-2 | Parcours |
| 3  | 14/02/1994 | Open Gaz de France, Paris                  | Tier II   | 400 000 $   | Moquette (int.) | Martina Navrátilová | 7-5, 6-3 | Parcours |
| 4  | 26/02/1996 | Generali Ladies, Linz                      | Tier III  | 164 250 $   | Moquette (int.) | Sabine Appelmans    | 6-2, 6-4 | Parcours |
| 5  | 18/05/1998 | Internationaux de Strasbourg, Strasbourg   | Tier III  | 200 000 $   | Terre (ext.)    | Irina Spîrlea       | 7-6, 6-3 | Parcours |
| 6  | 26/04/1999 | Croatian Ladies Open, Bol                  | Tier IVa  | 142 500 $   | Terre (ext.)    | Corina Morariu      | 6-2, 6-0 | Parcours |
| 7  | 10/05/1999 | German Open, Berlin                        | Tier I    | 1 050 000 $ | Terre (ext.)    | Martina Hingis      | 6-0, 6-1 | Parcours |
| 8  | 09/08/1999 | Acura Classic, Los Angeles                 | Tier II   | 520 000 $   | Dur (ext.)      | Serena Williams     | 6-1, 6-4 | Parcours |
| 9  | 02/10/2000 | Toyota Princess Cup, Tokyo                 | Tier II   | 535 000 $   | Dur (ext.)      | Serena Williams     | 7-5, 6-1 | Parcours |

### Titres en double dames
| No | Date       | Nom et lieu du tournoi                        | Catégorie | Dotation    | Surface         | Partenaire       | Finalistes                          | Score          |          |
| -- | ---------- | --------------------------------------------- | --------- | ----------- | --------------- | ---------------- | ----------------------------------- | -------------- | -------- |
| 1  | 08/08/1994 | Virginia Slims of Los Angeles Manhattan Beach | Tier II   | 400 000 $   | Dur (ext.)      | Nathalie Tauziat | Jana Novotná Lisa Raymond           | 6-1, 0-6, 6-1  | Parcours |
| 2  | 19/09/1994 | Nichirei International Championships Tokyo    | Tier II   | 400 000 $   | Dur (ext.)      | Arantxa Sánchez  | Amy Frazier Rika Hiraki             | 6-1, 0-6, 6-1  | Parcours |
| 3  | 01/01/1996 | Amway Classic Auckland                        | Tier IV   | 107 500 $   | Dur (ext.)      | Els Callens      | Jill Hetherington Kristine Radford  | 6-1, 6-0       | Parcours |
| 4  | 08/06/1998 | DFS Classic Birmingham                        | Tier III  | 164 250 $   | Gazon (ext.)    | Els Callens      | Lisa Raymond Rennae Stubbs          | 2-6, 6-4, 6-4  | Parcours |
| 5  | 16/11/1998 | Volvo Women’s Open Pattaya                    | Tier IV   | 107 500 $   | Dur (ext.)      | Els Callens      | Rika Hiraki Aleksandra Olsza        | 3-6, 6-2, 6-2  | Parcours |
| 6  | 03/01/2000 | Thalgo Hardcourts Championships Gold Coast    | Tier III  | 170 000 $   | Dur (ext.)      | Anna Kournikova  | Sabine Appelmans Rita Grande        | 6-3, 6-0       | Parcours |
| 7  | 10/01/2000 | Adidas International Sydney                   | Tier II   | 460 000 $   | Dur (ext.)      | Ai Sugiyama      | Martina Hingis Mary Pierce          | 6-0, 6-3       | Parcours |
| 8  | 07/02/2000 | Open Gaz de France Paris                      | Tier II   | 535 000 $   | Moquette (int.) | Sandrine Testud  | Åsa Svensson Émilie Loit            | 3-6, 6-3, 6-4  | Parcours |
| 9  | 20/03/2000 | Ericsson Open Miami                           | Tier I    | 2 525 000 $ | Dur (ext.)      | Ai Sugiyama      | Nicole Arendt Manon Bollegraf       | 4-6, 7-5, 6-4  | Parcours |
| 10 | 01/05/2000 | Croatian Ladies Open Bol                      | Tier III  | 170 000 $   | Terre (ext.)    | Corina Morariu   | Tina Križan Katarina Srebotnik      | 6-2, 6-2       | Parcours |
| 11 | 21/08/2000 | Pilot Pen Tennis New Haven                    | Tier II   | 535 000 $   | Dur (ext.)      | Ai Sugiyama      | Virginia Ruano Pascual Paola Suárez | 6-4, 5-7, 6-2  | Parcours |
| 12 | 28/08/2000 | US Open Flushing Meadows                      | G. Chelem | 6 467 000 $ | Dur (ext.)      | Ai Sugiyama      | Cara Black Elena Likhovtseva        | 6-0, 1-6, 6-1  | Parcours |
| 13 | 02/10/2000 | Toyota Princess Cup Tokyo                     | Tier II   | 535 000 $   | Dur (ext.)      | Ai Sugiyama      | Nana Miyagi Paola Suárez            | 6-0, 6-2       | Parcours |
| 14 | 09/10/2000 | Japan Open Tokyo                              | Tier III  | 170 000 $   | Dur (ext.)      | Corina Morariu   | Tina Križan Katarina Srebotnik      | 6-1, 6-2       | Parcours |
| 15 | 23/10/2000 | Kremlin Cup Moscou                            | Tier I    | 1 080 000 $ | Moquette (int.) | Ai Sugiyama      | Martina Hingis Anna Kournikova      | 4-6, 6-4, 7-65 | Parcours |

### Finales en double dames
| No | Date       | Nom et lieu du tournoi                         | Catégorie | Dotation    | Surface         | Vainqueures                         | Partenaire       | Score         |          |
| -- | ---------- | ---------------------------------------------- | --------- | ----------- | --------------- | ----------------------------------- | ---------------- | ------------- | -------- |
| 1  | 16/09/1991 | Clarins Open Paris                             | Tier IV   | 150 000 $   | Terre (ext.)    | Petra Langrová Radka Zrubáková      | Alexia Dechaume  | 6-4, 6-4      | Parcours |
| 2  | 18/04/1994 | International Championships of Spain Barcelone | Tier II   | 400 000 $   | Terre (ext.)    | Larisa Neiland Arantxa Sánchez      | Nathalie Tauziat | 6-2, 6-4      | Parcours |
| 3  | 12/02/1996 | Open Gaz de France Paris                       | Tier II   | 450 000 $   | Moquette (int.) | Kristie Boogert Jana Novotná        | Nathalie Tauziat | 6-4, 6-3      | Parcours |
| 4  | 08/03/1996 | State Farm Evert Cup Indian Wells              | Tier II   | 550 000 $   | Dur (ext.)      | Chanda Rubin Brenda Schultz         | Nathalie Tauziat | 6-1, 6-4      | Parcours |
| 5  | 15/09/1997 | Toyota Princess Cup Tokyo                      | Tier II   | 450 000 $   | Dur (ext.)      | Monica Seles Ai Sugiyama            | Chanda Rubin     | 6-1, 6-0      | Parcours |
| 6  | 05/01/1998 | ASB Bank Classic Auckland                      | Tier IV   | 107 500 $   | Dur (ext.)      | Nana Miyagi Tamarine Tanasugarn     | Janette Husárová | 7-6, 6-4      | Parcours |
| 7  | 12/01/1998 | Tasmanian International Hobart                 | Tier IV   | 107 500 $   | Dur (ext.)      | Virginia Ruano Pascual Paola Suárez | Janette Husárová | 7-6, 6-3      | Parcours |
| 8  | 18/10/1999 | Kremlin Cup Moscou                             | Tier I    | 1 050 000 $ | Moquette (int.) | Lisa Raymond Rennae Stubbs          | Anke Huber       | 6-1, 6-0      | Parcours |
| 9  | 26/06/2000 | The Championships Wimbledon                    | G. Chelem | 5 235 332 $ | Gazon (ext.)    | Serena Williams Venus Williams      | Ai Sugiyama      | 6-3, 6-2      | Parcours |
| 10 | 14/08/2000 | Omnium du Maurier Montréal                     | Tier I    | 1 080 000 $ | Dur (ext.)      | Martina Hingis Nathalie Tauziat     | Ai Sugiyama      | 6-3, 3-6, 6-4 | Parcours |

## Parcours en Grand Chelem

### En simple dames
| Année | Open d'Australie | Open d'Australie   | Internationaux de France | Internationaux de France | Wimbledon       | Wimbledon           | US Open         | US Open             |
| ----- | ---------------- | ------------------ | ------------------------ | ------------------------ | --------------- | ------------------- | --------------- | ------------------- |
| 1987  | -                | -                  | 2e tour (1/32)           | Kathy Rinaldi            | -               | -                   | 3e tour (1/16)  | Jana Novotná        |
| 1988  | 2e tour (1/32)   | Nicole Jagerman    | 2e tour (1/32)           | Nicole Jagerman          | 1er tour (1/64) | Karine Quentrec     | 1er tour (1/64) | Ann Devries         |
| 1989  | 1er tour (1/64)  | Manon Bollegraf    | 1er tour (1/64)          | Jana Novotná             | 2e tour (1/32)  | Arantxa Sánchez     | 2e tour (1/32)  | Martina Navrátilová |
| 1990  | 3e tour (1/16)   | Mary Joe Fernández | 3e tour (1/16)           | Katerina Maleeva         | 2e tour (1/32)  | Jennifer Capriati   | 2e tour (1/32)  | Robin White         |
| 1991  | 2e tour (1/32)   | Petra Kamstra      | 2e tour (1/32)           | Carrie Cunningham        | 2e tour (1/32)  | Marianne Werdel     | 2e tour (1/32)  | Barbara Rittner     |
| 1992  | 1er tour (1/64)  | Gabriela Sabatini  | 3e tour (1/16)           | Gabriela Sabatini        | 4e tour (1/8)   | Katerina Maleeva    | 2e tour (1/32)  | Gabriela Sabatini   |
| 1993  | 1/4 de finale    | Monica Seles       | 3e tour (1/16)           | Magdalena Maleeva        | 1er tour (1/64) | Naoko Sawamatsu     | 2e tour (1/32)  | Ginger Helgeson     |
| 1994  | 2e tour (1/32)   | Anke Huber         | 1/4 de finale            | Arantxa Sánchez          | 1er tour (1/64) | Lindsay Davenport   | 2e tour (1/32)  | Mana Endo           |
| 1995  | 1er tour (1/64)  | Irina Spîrlea      | 3e tour (1/16)           | Conchita Martínez        | 1er tour (1/64) | Jana Nejedly        | 2e tour (1/32)  | Gigi Fernández      |
| 1996  | 3e tour (1/16)   | Monica Seles       | 2e tour (1/32)           | Gloria Pizzichini        | -               | -                   | -               | -                   |
| 1998  | -                | -                  | 2e tour (1/32)           | Patty Schnyder           | 3e tour (1/16)  | Nathalie Tauziat    | 1er tour (1/64) | Dominique Monami    |
| 1999  | 2e tour (1/32)   | Amanda Coetzer     | 4e tour (1/8)            | Monica Seles             | 3e tour (1/16)  | Alexandra Stevenson | 4e tour (1/8)   | Lindsay Davenport   |
| 2000  | 1/4 de finale    | Lindsay Davenport  | 1er tour (1/64)          | Meghann Shaughnessy      | 1er tour (1/64) | Kristie Boogert     | 1er tour (1/64) | Miriam Oremans      |

À droite du résultat, l’ultime adversaire.

### En double dames
| Année | Open d'Australie            | Open d'Australie          | Internationaux de France    | Internationaux de France    | Wimbledon                   | Wimbledon                  | US Open                    | US Open                    |
| ----- | --------------------------- | ------------------------- | --------------------------- | --------------------------- | --------------------------- | -------------------------- | -------------------------- | -------------------------- |
| 1988  | 1er tour (1/32) P. Paradis  | Zina Garrison B. Potter   | 1er tour (1/32) V. Paquet   | Bettina Fulco Emilse Raponi | -                           | -                          | -                          | -                          |
| 1989  | 2e tour (1/16) S. Wasserman | Terry Phelps R. Reggi     | 2e tour (1/16) S. Wasserman | Katrina Adams Zina Garrison | -                           | -                          | -                          | -                          |
| 1990  | 2e tour (1/16) Andrea Leand | N. Medvedeva Leila Meskhi | 1er tour (1/32) K. Quentrec | K. Maleeva M. Maleeva       | -                           | -                          | -                          | -                          |
| 1991  | -                           | -                         | 3e tour (1/8) Anke Huber    | G. Fernández Jana Novotná   | 1er tour (1/32) Anke Huber  | A. Sánchez Helena Suková   | 1er tour (1/32) Anke Huber | Debbie Graham Sh. McCarthy |
| 1992  | 1er tour (1/32) Anke Huber  | L. Neiland Jana Novotná   | 2e tour (1/16) A. Dechaume  | K. Maleeva B. Rittner       | 1er tour (1/32) A. Dechaume | Sandy Collins Elna Reinach | 1er tour (1/32) Anke Huber | I. Demongeot N. Tauziat    |
| 1993  | 1er tour (1/32) Anke Huber  | F. Labat P. Tarabini      | 1er tour (1/32) Anke Huber  | A. Coetzer Gorrochategui    | 2e tour (1/16) Anke Huber   | K. Habšudová N. Jagerman   | 1er tour (1/32) Anke Huber | Patty Fendick M. McGrath   |
| 1994  | 1er tour (1/32) Anke Huber  | Yone Kamio K. Nagatsuka   | 1/2 finale N. Tauziat       | G. Fernández N. Zvereva     | 3e tour (1/8) N. Tauziat    | M. Bollegraf Navrátilová   | 1er tour (1/32) N. Tauziat | M. Jaggard Rene Simpson    |
| 1995  | 2e tour (1/16) Pam Shriver  | W. Probst D. Scott        | 1/4 de finale N. Tauziat    | G. Fernández N. Zvereva     | 3e tour (1/8) N. Tauziat    | G. Sabatini B. Schultz     | 1/4 de finale N. Tauziat   | Lori McNeil Helena Suková  |
| 1996  | 3e tour (1/8) Els Callens   | M. McGrath L. Neiland     | 3e tour (1/8) N. Tauziat    | A. Fusai Mercedes Paz       | -                           | -                          | -                          | -                          |
| 1998  | -                           | -                         | 2e tour (1/16) S. Testud    | C. Barclay K. Guse          | 1/4 de finale Els Callens   | M. Hingis Jana Novotná     | 3e tour (1/8) R. McQuillan | M. Hingis Jana Novotná     |
| 1999  | 3e tour (1/8) Els Callens   | F. Labat D. Monami        | 1er tour (1/32) A. Mauresmo | Jana Novotná N. Zvereva     | 2e tour (1/16) Els Callens  | Amy Frazier K. Schlukebir  | 3e tour (1/8) A. Mauresmo  | Mary Pierce B. Schett      |
| 2000  | 1/4 de finale Ai Sugiyama   | L. Davenport C. Morariu   | 1/2 finale Ai Sugiyama      | V. Ruano P. Paola Suárez    | Finale Ai Sugiyama          | S. Williams V. Williams    | Victoire Ai Sugiyama       | Cara Black Likhovtseva     |

Sous le résultat, la partenaire ; à droite, l’ultime équipe adverse.

### En double mixte
| Année | Open d'Australie         | Open d'Australie          | Internationaux de France      | Internationaux de France   | Wimbledon                  | Wimbledon               | US Open                     | US Open                  |
| ----- | ------------------------ | ------------------------- | ----------------------------- | -------------------------- | -------------------------- | ----------------------- | --------------------------- | ------------------------ |
| 1988  | -                        | -                         | 1er tour (1/32) Winogradsky   | Anne Minter Laurie Warder  | -                          | -                       | -                           | -                        |
| 1989  | -                        | -                         | 1er tour (1/32) Loïc Courteau | Louise Field Laurie Warder | -                          | -                       | -                           | -                        |
| 1995  | -                        | -                         | 3e tour (1/8) O. Delaitre     | G. Fernández Cyril Suk     | 1er tour (1/32) M. Tebbutt | N. Zvereva Rick Leach   | -                           | -                        |
| 1996  | 1/4 de finale M. Tebbutt | Lisa Raymond Mark Knowles | -                             | -                          | -                          | -                       | -                           | -                        |
| 1998  | -                        | -                         | -                             | -                          | -                          | -                       | 1er tour (1/16) O. Delaitre | Caroline Vis J. de Jager |
| 2000  | -                        | -                         | 1er tour (1/32) M. Llodra     | De Villiers Simon Aspelin  | 3e tour (1/8) M. Llodra    | Kim Clijsters L. Hewitt | 1er tour (1/16) Cyril Suk   | S. Testud Diego Nargiso  |

Sous le résultat, le partenaire ; à droite, l’ultime équipe adverse.

## Parcours aux Masters

### En simple dames
| # | Date       | Nom de l'édition                      | ($)       | Surface         | Résultat       | Ultime adversaire | Score         |          |
| - | ---------- | ------------------------------------- | --------- | --------------- | -------------- | ----------------- | ------------- | -------- |
| 1 | 18/11/1991 | Virginia Slims Championships New York | 3 000 000 | Moquette (int.) | 1er tour (1/8) | Monica Seles      | 6-1, 6-0      | Parcours |
| 2 | 14/11/1994 | Virginia Slims Championships New York | 3 500 000 | Moquette (int.) | 1/4 de finale  | Gabriela Sabatini | 2-6, 6-2, 6-3 | Parcours |
| 3 | 15/11/1999 | Chase Championships New York          | 2 000 000 | Moquette (int.) | 1er tour (1/8) | Anke Huber        | 6-1, 6-2      | Parcours |
| 4 | 13/11/2000 | Chase Championships New York          | 2 000 000 | Moquette (int.) | 1er tour (1/8) | Martina Hingis    | 6-2, 6-3      | Parcours |

### En double dames
| # | Date       | Nom de l'édition                      | ($)       | Surface         | Résultat       | Partenaire       | Ultimes adversaires              | Score         |          |
| - | ---------- | ------------------------------------- | --------- | --------------- | -------------- | ---------------- | -------------------------------- | ------------- | -------- |
| 1 | 14/11/1994 | Virginia Slims Championships New York | 3 500 000 | Moquette (int.) | 1/4 de finale  | Nathalie Tauziat | Patty Fendick Meredith McGrath   | 6-4, 6-1      | Parcours |
| 2 | 13/11/1995 | WTA Tour Championships New York       | 2 000 000 | Moquette (int.) | 1er tour (1/8) | Nathalie Tauziat | Gabriela Sabatini Brenda Schultz | 6-4, 6-4      | Parcours |
| 3 | 13/11/2000 | Chase Championships New York          | 2 000 000 | Moquette (int.) | 1/4 de finale  | Ai Sugiyama      | Els Callens Dominique Monami     | 2-6, 6-3, 6-4 | Parcours |

## Parcours aux Jeux olympiques

### En simple dames
| # | Date       | Nom de l'olympiade             | Surface      | Résultat       | Ultime adversaire | Score         |          |
| - | ---------- | ------------------------------ | ------------ | -------------- | ----------------- | ------------- | -------- |
| 1 | 28/07/1992 | Olympic Tennis Event Barcelone | Terre (ext.) | 2e tour (1/16) | Nicole Jagerman   | 7-63, 7-65    | Parcours |
| 2 | 19/09/2000 | Olympic Tennis Event Sydney    | Dur (ext.)   | 3e tour (1/8)  | Barbara Schett    | 2-6, 6-2, 6-1 | Parcours |

### En double dames
| # | Date       | Nom de l'olympiade          | Surface    | Résultat      | Partenaire      | Ultimes adversaires            | Score    |          |
| - | ---------- | --------------------------- | ---------- | ------------- | --------------- | ------------------------------ | -------- | -------- |
| 1 | 19/09/2000 | Olympic Tennis Event Sydney | Dur (ext.) | 1/4 de finale | Amélie Mauresmo | Serena Williams Venus Williams | 6-3, 6-2 | Parcours |

## Parcours en Coupe de la Fédération
| #                                                                           | Date       | Lieu       | Surface         | Gagnante(s)                       | Perdante(s)                        | Score         |          |
|                                                                             |            |            |                 |                                   |                                    |               |          |
| 1990 - 1er tour (groupe mondial) - France - Taïwan - 3 : 0                  |            |            |                 |                                   |                                    |               |          |
| 1                                                                           | 23/07/1990 | Atlanta    | Dur (ext.)      | Julie Halard                      | Lai Su-Lin                         | 6-2, 6-1      | Parcours |
|                                                                             |            |            |                 |                                   |                                    |               |          |
| 1990 - 2e tour (groupe mondial) - France - Nouvelle-Zélande - 3 : 0         |            |            |                 |                                   |                                    |               |          |
| 2                                                                           | 23/07/1990 | Atlanta    | Dur (ext.)      | Julie Halard                      | Claudine Toleafoa                  | 6-2, 7-5      | Parcours |
|                                                                             |            |            |                 |                                   |                                    |               |          |
| 1990 - 1/4 de finale (groupe mondial) - France - Espagne - 0 : 3            |            |            |                 |                                   |                                    |               |          |
| 3                                                                           | 23/07/1990 | Atlanta    | Dur (ext.)      | Conchita Martínez                 | Julie Halard                       | 6-0, 6-3      | Parcours |
|                                                                             |            |            |                 |                                   |                                    |               |          |
| 1993 - 1er tour (groupe mondial) - Canada - France - 1 : 2                  |            |            |                 |                                   |                                    |               |          |
| 4                                                                           | 19/07/1993 | Francfort  | Terre (ext.)    | Helen Kelesi                      | Julie Halard                       | 6-2, 7-5      | Parcours |
| 4                                                                           | 19/07/1993 | Francfort  | Terre (ext.)    | Julie Halard Nathalie Tauziat     | Jill Hetherington Patricia Hy      | 7-5, 7-61     | Parcours |
|                                                                             |            |            |                 |                                   |                                    |               |          |
| 1993 - 2e tour (groupe mondial) - Suède - France - 0 : 3                    |            |            |                 |                                   |                                    |               |          |
| 5                                                                           | 21/07/1993 | Francfort  | Terre (ext.)    | Julie Halard                      | Åsa Svensson                       | 6-2, 6-3      | Parcours |
| 5                                                                           | 21/07/1993 | Francfort  | Terre (ext.)    | Julie Halard Nathalie Tauziat     | Maria Lindström Maria Strandlund   | 6-2, 6-3      | Parcours |
|                                                                             |            |            |                 |                                   |                                    |               |          |
| 1993 - 1/4 de finale (groupe mondial) - République tchèque - France - 0 : 3 |            |            |                 |                                   |                                    |               |          |
| 6                                                                           | 23/07/1993 | Francfort  | Terre (ext.)    | Julie Halard                      | Helena Suková                      | 7-63, 6-4     | Parcours |
|                                                                             |            |            |                 |                                   |                                    |               |          |
| 1993 - 1/2 finale (groupe mondial) - Espagne - France - 2 : 1               |            |            |                 |                                   |                                    |               |          |
| 7                                                                           | 24/07/1993 | Francfort  | Terre (ext.)    | Conchita Martínez                 | Julie Halard                       | 6-1, 3-6, 6-3 | Parcours |
|                                                                             |            |            |                 |                                   |                                    |               |          |
| 1994 - 1er tour (groupe mondial) - Corée du Sud - France - 0 : 3            |            |            |                 |                                   |                                    |               |          |
| 8                                                                           | 18/07/1994 | Francfort  | Terre (ext.)    | Julie Halard                      | Choi Ju-yeon                       | 6-4, 6-4      | Parcours |
|                                                                             |            |            |                 |                                   |                                    |               |          |
| 1994 - 2e tour (groupe mondial) - Italie - France - 0 : 3                   |            |            |                 |                                   |                                    |               |          |
| 9                                                                           | 20/07/1994 | Francfort  | Terre (ext.)    | Julie Halard                      | Silvia Farina                      | 2-6, 6-4, 6-2 | Parcours |
| 9                                                                           | 20/07/1994 | Francfort  | Terre (ext.)    | Julie Halard Nathalie Tauziat     | Rita Grande Marzia Grossi          | 6-4, 6-1      | Parcours |
|                                                                             |            |            |                 |                                   |                                    |               |          |
| 1994 - 1/4 de finale (groupe mondial) - Bulgarie - France - 1 : 2           |            |            |                 |                                   |                                    |               |          |
| 10                                                                          | 22/07/1994 | Francfort  | Terre (ext.)    | Julie Halard                      | Katerina Maleeva                   | 6-3, 3-6, 6-2 | Parcours |
| 10                                                                          | 22/07/1994 | Francfort  | Terre (ext.)    | Julie Halard Nathalie Tauziat     | Katerina Maleeva Magdalena Maleeva | 6-2, 3-6, 6-2 | Parcours |
|                                                                             |            |            |                 |                                   |                                    |               |          |
| 1994 - 1/2 finale (groupe mondial) - France - États-Unis - 0 : 3            |            |            |                 |                                   |                                    |               |          |
| 11                                                                          | 23/07/1994 | Francfort  | Terre (ext.)    | Mary Joe Fernández                | Julie Halard                       | 6-1, 6-3      | Parcours |
| 11                                                                          | 23/07/1994 | Francfort  | Terre (ext.)    | Gigi Fernández Zina Garrison      | Julie Halard Nathalie Tauziat      | 3-6, 6-1, 6-2 | Parcours |
|                                                                             |            |            |                 |                                   |                                    |               |          |
| 1995 - 1/4 de finale (groupe mondial) - France - Afrique du Sud - 3 : 2     |            |            |                 |                                   |                                    |               |          |
| 12                                                                          | 21/04/1995 | Metz       | Terre (ext.)    | Amanda Coetzer                    | Julie Halard                       | 6-2, 6-4      | Parcours |
| 12                                                                          | 21/04/1995 | Metz       | Terre (ext.)    | Julie Halard                      | Joannette Kruger                   | 6-4, 7-5      | Parcours |
| 12                                                                          | 21/04/1995 | Metz       | Terre (ext.)    | Julie Halard Nathalie Tauziat     | Mariaan de Swardt Elna Reinach     | 7-5, 6-2      | Parcours |
|                                                                             |            |            |                 |                                   |                                    |               |          |
| 1995 - 1/2 finale (groupe mondial) - États-Unis - France - 3 : 2            |            |            |                 |                                   |                                    |               |          |
| 13                                                                          | 22/07/1995 | Wilmington | Moquette (int.) | Lindsay Davenport                 | Julie Halard                       | 7-60, 7-5     | Parcours |
| 13                                                                          | 22/07/1995 | Wilmington | Moquette (int.) | Julie Halard                      | Mary Joe Fernández                 | 1-6, 7-5, 6-1 | Parcours |
| 13                                                                          | 22/07/1995 | Wilmington | Moquette (int.) | Lindsay Davenport Gigi Fernández  | Julie Halard Nathalie Tauziat      | 6-1, 7-62     | Parcours |
|                                                                             |            |            |                 |                                   |                                    |               |          |
| 1996 - 1/4 de finale (groupe mondial) - France - Argentine - 3 : 2          |            |            |                 |                                   |                                    |               |          |
| 14                                                                          | 27/04/1996 | Amiens     | Terre (ext.)    | Julie Halard                      | Paola Suárez                       | 6-4, 7-67     | Parcours |
| 14                                                                          | 27/04/1996 | Amiens     | Terre (ext.)    | Julie Halard                      | Florencia Labat                    | 6-4, 6-1      | Parcours |
| 14                                                                          | 27/04/1996 | Amiens     | Terre (ext.)    | Julie Halard Nathalie Tauziat     | Florencia Labat Patricia Tarabini  | 6-2, 6-4      | Parcours |
|                                                                             |            |            |                 |                                   |                                    |               |          |
| 1996 - 1/2 finale (groupe mondial) - France - Espagne - 2 : 3               |            |            |                 |                                   |                                    |               |          |
| 15                                                                          | 13/07/1996 | Bayonne    | Moquette (int.) | Conchita Martínez                 | Julie Halard                       | 1-6, 6-4, 6-2 | Parcours |
| 15                                                                          | 13/07/1996 | Bayonne    | Moquette (int.) | Julie Halard                      | Arantxa Sánchez                    | 2-6, 6-4, 7-5 | Parcours |
| 15                                                                          | 13/07/1996 | Bayonne    | Moquette (int.) | Conchita Martínez Arantxa Sánchez | Julie Halard Nathalie Tauziat      | 6-4, 2-1, ab. | Parcours |
|                                                                             |            |            |                 |                                   |                                    |               |          |
| 1998 - 1/2 finale (groupe mondial) - Suisse - France - 5 : 0                |            |            |                 |                                   |                                    |               |          |
| 16                                                                          | 25/07/1998 | Sion       | Terre (ext.)    | Martina Hingis                    | Julie Halard                       | 7-5, 6-1      | Parcours |
| 16                                                                          | 25/07/1998 | Sion       | Terre (ext.)    | Patty Schnyder                    | Julie Halard                       | 6-3, 6-2      | Parcours |
|                                                                             |            |            |                 |                                   |                                    |               |          |
| 2000 - Round robin (groupe mondial) - Russie - France - 0 : 3               |            |            |                 |                                   |                                    |               |          |
| 17                                                                          | 27/04/2000 | Moscou     | Moquette (int.) | Julie Halard                      | Anna Kournikova                    | 6-2, 2-6, 6-1 | Parcours |
| 17                                                                          | 27/04/2000 | Moscou     | Moquette (int.) | Julie Halard Nathalie Tauziat     | Anna Kournikova Elena Likhovtseva  | 6-3, 7-65     | Parcours |
|                                                                             |            |            |                 |                                   |                                    |               |          |
| 2000 - Round robin (groupe mondial) - Australie - France - 1 : 2            |            |            |                 |                                   |                                    |               |          |
| 18                                                                          | 28/04/2000 | Moscou     | Moquette (int.) | Julie Halard Nathalie Tauziat     | Alicia Molik Rennae Stubbs         | 6-0, 7-63     | Parcours |
|                                                                             |            |            |                 |                                   |                                    |               |          |
| 2000 - Round robin (groupe mondial) - Belgique - France - 2 : 1             |            |            |                 |                                   |                                    |               |          |
| 19                                                                          | 29/04/2000 | Moscou     | Moquette (int.) | Els Callens                       | Julie Halard                       | 3-6, 6-4, 6-2 | Parcours |
| 19                                                                          | 29/04/2000 | Moscou     | Moquette (int.) | Julie Halard Nathalie Tauziat     | Els Callens Laurence Courtois      | 7-5, 3-6, 6-3 | Parcours |

## Classements WTA en fin de saison

### En simple
| Année | 1987 | 1988 | 1989 | 1990 | 1991 | 1992 | 1993 | 1994 | 1995 | 1996 | 1997 | 1998 | 1999 | 2000 |
| Rang  | 62   | 75   | 118  | 41   | 20   | 27   | 29   | 21   | 51   | 20   | –    | 22   | 9    | 15   |

Source : (en) « Classements de Julie Halard », sur le site officiel du WTA Tour

### En double
| Année | 1987 | 1988 | 1989 | 1990 | 1991 | 1992 | 1993 | 1994 | 1995 | 1996 | 1997 | 1998 | 1999 | 2000 |
| Rang  | 201  | 214  | 207  | 205  | 54   | 83   | 71   | 20   | 23   | 33   | –    | 21   | 38   | 1    |

Source : (en) « Classements de Julie Halard », sur le site officiel du WTA Tour